# Oddaj forsę, draniu
Oddaj forsę, draniu (ang. Jitterbugs) – amerykański film z 1943 roku. W rolach głównych wystąpił duet aktorów, znany jako Flip i Flap.